# Kantongerecht Tiel

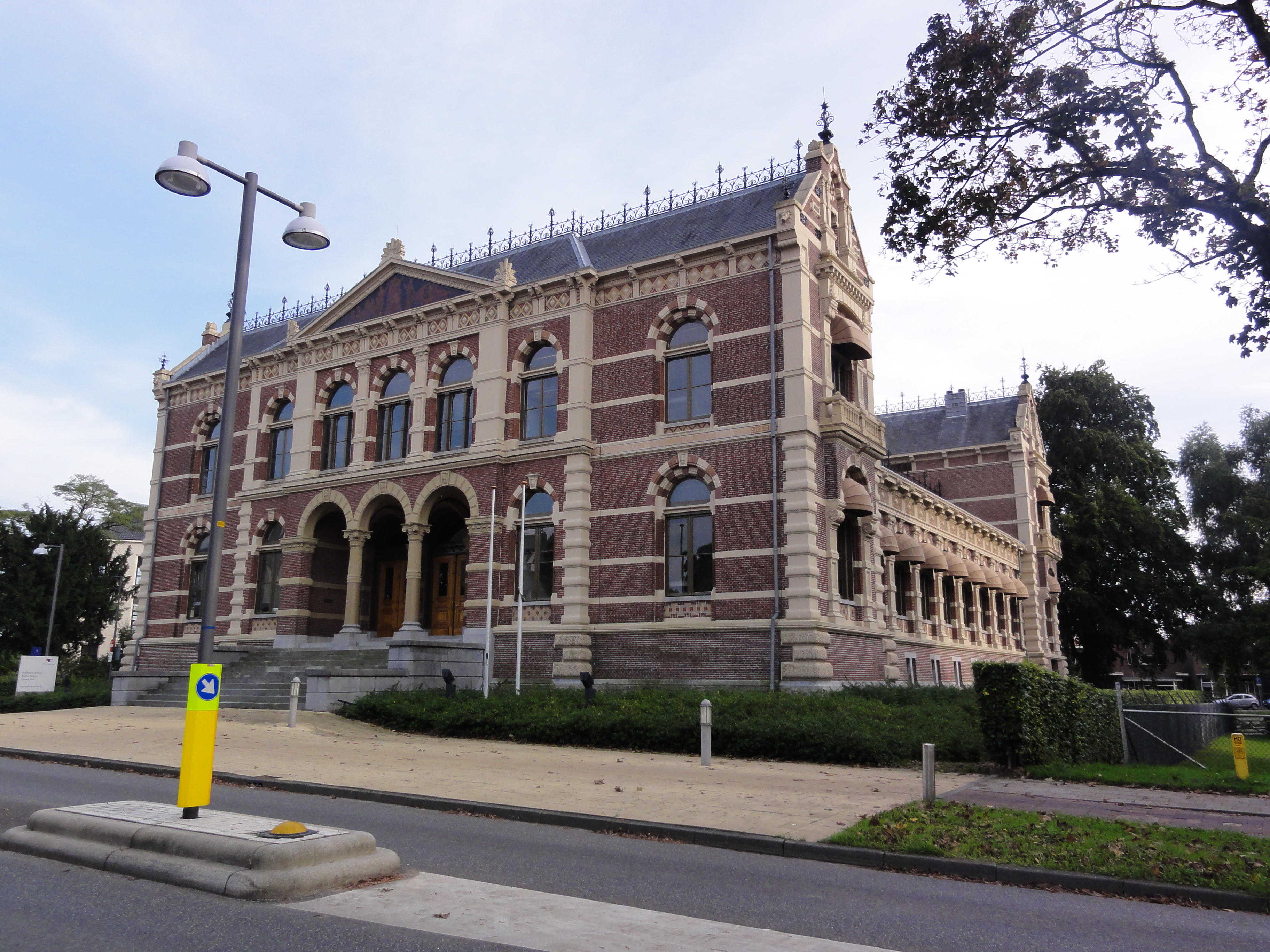
Gerechtsgebouw

Het kantongerecht Tiel was van 1838 tot 2002 een van de kantongerechten in Nederland. Na de afschaffing van het kantongerecht als zelfstandig gerecht per 2002 werd Tiel een nevenzittingsplaats voor de sector kanton van de rechtbank Arnhem. Het gerecht was gevestigd in een rijksmonument dat werd gebouwd voor de voormalige rechtbank Tiel. Per 1 april 2013 werd de zittingsplaats opgeheven.

## Het kanton
Tiel kreeg in 1838 niet alleen een kantongerecht maar tevens een arrondissementsrechtbank. Het kanton Tiel was dan ook het eerste kanton van het arrondissement Tiel. Bij de invoering omvatte het de gemeenten Tiel, Kesteren, Lienden, Maurik, Dodewaard, IJzendoorn, Echteld, Zoelen en Wadenoijen.

### Uitbreidingen
Het kanton werd na 1838 meermalen uitgebreid. De eerste keer in 1877 bij de eerste reorganisatie van de rechterlijke indeling van Nederland. Het nabijgelegen kanton Culemborg werd opgeheven, waarbij de gemeente Buren bij Tiel werd gevoegd.
De tweede grote reorganisatie vond plaats in 1933. Bij die operatie verloor Tiel zijn rechtbank. Het kanton werd uitgebreid met het grootste deel van het opgeheven kanton Druten. Tijdens de oorlog voegde de bezetter daar nog de Gelderse gemeenten bij van de voormalige kantons Geldermalsen en Zaltbommel, die in 1933 aan de kantons Utrecht, Gorinchem en 's-Hertogenbosch waren toegevoegd.
Het kanton Tiel bestond sindsdien uit de gemeenten Tiel, Echteld, Dodewaard, Kesteren, Lienden, Maurik, Buren, Zoelen, Wadenoijen, Est en Opijnen, Ophemert, Varik, Rossum, Heerewaarden, Dreumel, Wamel, Appeltern, Beusichem, Buurmalsen, Geldermalsen, Deil, Beesd, Culemborg, Herwijnen, Vuren, Ammerzoden, Driel, Hedel, Zaltbommel, Hurwenen, Waardenburg, Haaften, Gameren, Zuilichem, Poederoijen, Brakel, Kerkwijk en Nederhemert.